# Comuna Drużbice
Drużbice este o comună (în poloneză: gmina) rurală în powiatul Bełchatów, voievodatul Łódź, Polonia.
Comuna acoperă o suprafață de 114,52 km² și are, potrivit datelor din anul 2006, o populație de 4.873.